# 5044 Shestaka
Az 5044 Shestaka (ideiglenes jelöléssel 1977 QH4) a Naprendszer kisbolygóövében található aszteroida. Nyikolaj Sztyepanovics Csernih fedezte fel 1977. augusztus 18-án.